# 鞠红川
鞠红川（1993年2月22日—），中国大陆歌手、音乐制作人，毕业于中央音乐学院。2013年随美声四季参加《星光大道》并获得年度总冠军。2017年搭档唐伯虎参加第二季《中国新歌声》，成功加入刘欢战队。2018年参加湖南卫视原创新形态声乐演唱节目《声入人心》。2019年2月，与阿云嘎、郑云龙、蔡程昱组团参加湖南卫视《歌手2019》并踢馆成功。同年，与仝卓、高天鹤、蔡程昱组建声入人心男团。

## 早年经历
鞠红川出生于乌鲁木齐，5岁时被父母送去学习音乐，初中组建了自己的第一支乐队——紫外线乐队，在乐队担任贝斯手。14岁时辍学，独自前往北京学习音乐，之后开始北漂生涯。由于发展不顺，他决定重返校园，在新疆艺术学院附中继续完成学业。2011年考入中央音乐学院声乐歌剧系声乐歌剧演唱专业，师从次女高音歌唱家孙媛媛。

## 演艺经历
2012年，与同门师兄师姐雷舒特、李娜、刘虹含组成美声跨界组合“美声四季”组合，担任男中音声部。2012年至2014年，连续三年受邀代表中国参加美国“独立日” 特邀嘉宾 担任国歌领唱。2013年随美声四季参加《星光大道》，并获得年度总冠军。
2017年，搭档美国女歌手唐伯虎，组成“川&虎”组合，参加第二季《中国新歌声》，成功加入刘欢战队。2018年，参加湖南卫视原创新形态声乐演唱节目《声入人心》。
2019年2月，与《声入人心》成员阿云嘎、郑云龙、蔡程昱组团，作为专家举荐踢馆歌手参加湖南卫视《歌手2019》并踢馆成功。4月，参加声入人心音乐会2019巡演北京站、青岛站演出。5月，参加声入人心音乐会2019巡演合肥站、长沙站、无锡站及上海站演出。
2020年3月，随声入人心男团作为奇袭歌手参加湖南卫视《歌手·当打之年》。10月，参演李宗盛作品音乐剧《当爱已成往事》。

## 获奖经历
2007年 荣获新疆电视台《边看边唱》栏目年度总冠军
2008年 荣获新疆少年艺术人才电视大赛声乐专业组银奖
2010年 荣获《雪碧名师高徒》荣获全国十强
2010年 团体获新疆第八届青年歌手电视大奖赛 美声组“银”奖
2010年 荣获“新疆第一窖古城酒业杯”第八届新疆新年歌手大奖赛美声唱法 二等奖
2011年12月 荣获中央音乐学院第10届《校园歌手大赛》第三名
2012年12月 荣获中央音乐学院第11届《校园歌手大赛》冠军
2013年 荣获星光大道2013年度总冠军